# Issawa
Els issawa o confraria issawiyya són una important confraria sufí (tariqa) del Magreb, fundada al començament del segle xvi pel xeic Muhàmmad ibn Issa as-Sufyaní al-Mukhtarí al-Miknasi al-Fahri al-Fahdí, conegut com «aix-Xaykh al-Kàmil», ‘el Mestre Perfecte’.